# Yeghishe I Turian
Yeghishe I Turian, in armeno Եղիշե Դուրյան (Scutari (Turchia), 23 febbraio 1860 – Gerusalemme, 27 aprile 1930), è stato un giornalista, poeta e arcivescovo cristiano orientale armeno.
Fu patriarca armeno di Costantinopoli e in seguito divenne il 91º patriarca armeno di Gerusalemme. Ricoprì la carica dopo che la sede patriarcale era rimasta vacante per 11 anni dal 1910 al 1921.

## Biografia
Nato nel distretto di Uskudar con il nome di Mihran (Միհրան) Turian, era il fratello minore del poeta e drammaturgo armeno Bedros Turian.
Nel 1879 fu ordinato Vartapet prendendo il nome dello storico armeno Eliseo, ovvero Yeghishe. Dopo quella data assunse ruoli amministrativi a Bardizag (oggi Bahçecik) e al Seminario di Armasch a İzmit.
A Costantinopoli, pubblicò una serie di manuali per l'insegnamento dell'armeno tra il 1880 e il 1885, che vennero tradotti anche in spagnolo. Nel 1909 diede alle stampe le sue poesie e contribuì regolarmente agli studi armenologici con varie pubblicazioni dal titolo Հովվական սրինգ.
Fu il patriarca armeno di Costantinopoli dal 1909-1910. Poi si trasferì a Gerusalemme dove fu consacrato come Patriarca.
Fu impegnato in una vasta riforma educativa e nel 1925 ha istituito una scuola elementare unificata per ospitare il numero crescente di bambini nella comunità di Gerusalemme molti dei quali provenivano dall’Anatolia, colpita dal Genocidio Armeno.
Ha inoltre modernizzato il cursus studiorum del Seminario Armeno e assumendo docenti altamente qualificati, maestri e educatori di talento che erano venuti a Gerusalemme come rifugiati dopo il Genocidio armeno.
A partire dal 1927, ha ripreso la pubblicazione di «Sion» («Սիոն») come organo ufficiale del Patriarcato di Gerusalemme.
Nel 1929, la scuola elementare unificata ufficialmente aprì le sue porte. Rafforzò e modernizzò diverse istituzioni educative tra cui la scuola per le ragazze intitolata a Santa Gayane, questa scuola elementare divenne l'Istituto Armeno Primario in Terra santa e fu ribattezzata come "Scuola dei Santi Traduttori".
Il patriarca Torkom I Koushagian scrisse un lungo studio sulla sua eredità prima in una serie del giornale aristocratico egiziano «Arev» e successivamente in una pubblicazione separata a Gerusalemme.
I suoi scritti furono pubblicati a Gerusalemme in una serie multi-volume dal titolo "Matenashar Tourian" che conteneva anche le sue opere poetiche raccolte sotto il titolo di Srpazan Knar (Սրբազան քնար).

## Opere letterarie
- Ընթացք ի գրոց բարբառ, Հաւաքածոյք ի նախնեաց եւ յարդեաց հանդերձ քերականական բացատրութեամբ, Կ. Պոլիս, Պ. Պալենց գրատան հրատ., 1896
- Հայոց հին կրօնը կամ հայկական դիցաբանութիւն, Ամբողջ երկեր Եղիշէ պատրիարք Դուրեանի, Երուսաղէմ, Տպարան Սրբոց Յակոբեանց, 1933
- Պատմութիւն հայ մատենագրութեան, Ամբողջ երկեր Եղիշէ պատրիարք Դուրեանի, Երուսաղէմ, Տպարան Սրբոց Յակոբեանց, 1933
- Կրօններու պատմութիւն, Ամբողջ երկեր Եղիշէ պատրիարք Դուրեանի, Երուսաղէմ, Տպարան Սրբոց Յակոբեանց, 1935